# Erika Ender
Erika María Ender Simoes, née le 21 décembre 1974 à Panama, est une chanteuse, compositrice et actrice panaméenne. Avec Luis Fonsi et Daddy Yankee, elle est co-autrice de la chanson Despacito qui est devenue numéro 1 dans presque tous les pays d'Amérique latine. Elle chante et écrit des chansons en espagnol, en portugais et en anglais.

## Biographie
Erika Ender est la fille d'un père panamo-américain et d'une mère brésilienne, , tous deux médecins. Elle a une sœur, Ilka Ender, qui fut pendant un certain temps sa représentante artistique. Grâce à sa famille multiculturelle, elle grandit avec différentes influences musicales et apprend l'anglais et le portugais. Depuis toute petite, elle s'intéresse à la musique et à 9 ans, elle commence à composer des chansons. À 16 ans, elle remporte un concours national de poésie. Elle fait ses débuts en 1992 en chantant comme soliste dans l'émission de télévision vénézuélienne Sábado Sensacional, qui est au Panama dans le cadre d'une tournée en Amérique latine en commémoration du cinquième centenaire de la découverte de l'Amérique par Christophe Colomb. Elle interprète la chanson de tamborera He Estado en Panamá, qui sera enregistrée plus tard pour un album en tant que single promotionnel, et représentera le Panama à l'Exposition universelle de 1992 à Séville, pour promouvoir le tourisme au Panama. Elle est ainsi invitée à des événements tels que le Sommet des présidents d'Amérique centrale. Elle est la représentante du Panama lors de l'émission en tournée sur tout le continent hispanophone Cadena de las Américas. À 18 ans, elle commence ses études universitaires en communication sociale et est choisie pour participer au OTI Festival avec une chanson écrite par elle Mar Inside. Elle gagne au Festival national de Tambora comme meilleure interprète avec la chanson Panama la verde de Carl Ender. La même année, elle enregistre un album de chansons traditionnelles panaméennes intitulé La nueva parranda de Toby Muñoz.
Peu de temps après, elle commence à travailler à la télévision lorsqu'elle est embauchée par Televisora Nacional en tant que présentatrice et productrice de segments télévisés. De 1995 à 1996, elle travaille à Telemetro dans l'émission El mix del fin de semana, également comme présentatrice et productrice, où elle interviewe des personnalités telles que Air Supply, Gilberto Santa Rosa et Shakira.
En 1996, elle quitte la télévision et fait ses débuts au théâtre en tant que protagoniste de la pièce José El Sonador mise en scène par Bruce Quinn, en tant que narratrice. La même année, elle rejoint l'orchestre de Rubén Blades et participe aux présentations de son album La rosa de los vientos. Elle est choriste dans No voy a dejarte arder, la dernière chanson de Carnival de Sting.
En mars 1998, elle s'installe à Miami, aux États-Unis. À partir de ce moment, elle commence à composer des chansons pour différents artistes, seule et avec d'autres personnes. De 1998 à 1999, elle est l'animatrice de l'émission Vida en linea de Discovery Channel. Au cours de cette période, elle est égérie de campagnes publicitaires telles que pour The Miami Herald, Florida Lottery et Americatel avec Don Francisco. En 1999, elle suscite l'intérêt de producteurs mexicains et sud-américains, qui permettent l'enregistrement de ses chansons par des artistes de ces régions. En 2000, elle compose la version anglaise de la chanson écrite en espagnol par Omar Alfanno A Puro Dolor de Son by Four intitulée Purest of Pain. La même année, elle co-écrit, avec Donato Póveda, les chansons Ay mama et Candela de Chayanne, appartenant à l'album Simplemente, qui lui valent de remporter le prix de l'American Society of Composers, Authors and Publishers dans la catégorie de la meilleure chanson pop de l'année. Candela lui donne sa première entrée dans le Billboard 200. Au cours des années suivantes, elle poursuit ses compositions, dont beaucoup atteignent les premières places des classements musicaux, comme Te necesito d'OV7 (2001), Otra vez de Melina León (2001) et Bésame d'Azúcar Moreno (2002). En janvier 2004, elle sort la chanson Cheque al portador, produite par elle-même avec Alejandro Jaén ; ils représentent ensemble le Panama au Festival de Viña del Mar en 2004, il s'agit de la première participation du pays au concours.
Début 2017, elle compose la chanson Despacito avec Luis Fonsi et Daddy Yankee, une chanson qui fait le tour du monde, atteignant les plus hautes positions des charts musicaux de plusieurs pays. En 2018, elle compose la chanson Agradecido pour l'album du même nom du chanteur et acteur vénézuélien José Luis Rodríguez lors de sa réapparition sur scène après sa double greffe de poumon en 2017. En 2020 et 2021, elle collabore, avec Grettel Garibaldi et l'artiste espagnol Enrique Ramil, à la composition de chansons originales pour ce dernier.
En décembre 2023, elle présente Panamá Mía, un album à l'occasion des 500 ans de la ville de Panama.

## Vie privée
En janvier 2024, Erika Ender épouse Michael Dravo.